# SQL*Plus
SQL*Plus представлява програма за команден ред на Oracle, предоставяща възможността за изпълнение на SQL и PL/SQL команди интерактивно или чрез скрипт. Пълната документация на интерпретатора на SQL*Plus може да бъде намерена на страницата на Oracle.
SQL*Plus e сравнително елементарна програма с опростен команден интерфейс, въпреки това той се използва широко и е почти винаги на разположение във всяка една инсталация на Oracle.
SQL*Plus може да бъде използван например за преноса на огромни масиви от данни от един тип база от данни на друг. Най-просто логиката на една такава операция може да бъде описана както следва:
1. Създай SQL заявките за нужните масиви от данни
2. Създай скрипт (зависим от шела на системата), които да използва SQL*Plus програмата
3. Резултатите от заявката трябва да бъдат запазени в преносим и разбираем файлов формат за системата получател (csv)
4. Определи времената за изпълнение на скрипта